# Lotnisko Přívoz
Lotnisko Přívoz – nieistniejące już lotnisko w Ostrawie, w Czechach. Było to pierwsze ostrawskie lotnisko, funkcjonowało w latach 30. XX wieku do czasu otwarcia lotniska Hrabůvka.

## Historia
Prowizoryczne lotnisko w Ostrawie-Przywozie użytkował od początku lat 30. XX wieku ostrawski oddział Masarykovej leteckej ligi. Było to pierwsze lotnisko, jakie powstało w Ostrawie. Używano go do zawodów modeli latających, szkoleń szybowniczych i organizowania dni lotnictwa.
8 września 1932 roku policjant i instruktor szybownictwa, Václav Tichopád, startował na tym lotnisku w szybowcu własnej konstrukcji. Na wysokości 60 m doszło do awarii i szybowiec spadł na ziemię. Poważnie rannego Tichopáda przetransportowano do szpitala, ale tam zmarł 11 września wskutek odniesionych obrażeń.
Po wybudowaniu w 1936 roku lotniska Hrabůvka zaprzestano dalszego korzystania z lotniska w Przywozie.